# Haapasaari (ö i Kuhmois, Sarvajärvi)
Haapasaari är en ö i Finland. Den ligger i sjön Sarvajärvi och i kommunen Kuhmois i landskapet Mellersta Finland, i den södra delen av landet, 160 km norr om huvudstaden Helsingfors. Öns area är 0,6 hektar och dess största längd är 180 meter i sydöst-nordvästlig riktning.